# Pierre Ruais
Pour les articles homonymes, voir Ruais.
Pierre Ruais, né le 29 septembre 1907 à Nancy et mort le 3 avril 1996 à Paris, est un résistant et un homme politique français.

## Biographie
Fils d'Edmond Ruais et Mathilde Tournois, cette dernière habitante de Bourmont dans la Haute-Marne, il épouse Gillette Leboucher (née en 1911 et morte en 1999) le 7 juillet 1937 à Treflez dans le Finistère ; ils ont quatre enfants.
Ancien élève de Polytechnique, ingénieur des ponts et chaussées, Pierre Ruais se rallie à la France libre dès 1940, en s'emploiyant à rallier des unités militaires hésitantes. Attaché à l'état-major particulier du Général de Gaulle, il combat dans les rangs des formations parachutistes en Afrique du Nord et en France, aux côtés de Louis Vallon, dont la carrière politique est ensuite comparable. Il participe à la campagne de France comme capitaine de la brigade de choc de la première armée.
Il est chargé des Travaux publics, à compter de janvier 1945, dans le cabinet civil du général de Gaulle, alors président du GPRF et dont il reste longtemps un fidèle, en particulier durant la « traversée du désert », entre 1955 et 1958.
Conseiller municipal de Paris et conseiller général de la Seine de 1947 à 1959, il en est président de la Commission des Finances — il succède à Max André et précède Victor Bucaille, à la 1re commission. Au sein de la municipalité parisienne, il exerce également les fonctions de vice-président du Conseil municipal (1951-1952), puis de président du Conseil municipal (1956-1957), l'équivalent de l'actuel maire de Paris.
Il est également élu député de la Seine, dans le 19e arrondissement de Paris (28e circonscription) en 1958, puis successivement réélu en 1962, 1967 et 1968.
Il fut officier de la Légion d'honneur, titulaire de Croix de guerre, et médaillé de la Résistance.